# Saint-Rémy, Deux-Sèvres

Saint-Rémy este o comună în departamentul Deux-Sèvres, Franța. În 2009 avea o populație de 1,043 de locuitori.